# Feudál
Feudál je označení pro středověkého šlechtického vlastníka půdy. (Termín pochází z latiny podle spravovaného léna, latinsky feudum.)
Půda ve středověku představovala úrodu a tudíž přežití a proto byli její vlastníci jakousi privilegovanou vrstvou (panstvo). Půdu propůjčoval král a to většinou šlechticům a rytířům, kteří se vyznamenali v boji nebo jiným způsobem pomohli králi. Tato půda však nemusela být udělena dědičně a navíc se její vlastník stával královým leníkem. Musel z ní odvádět daně a poplatky. Ty mu platili poddaní na jeho panství. To tvořilo tzv.feudální systém typický pro celou středověkou Evropu :
Nejníže stáli poddaní, kteří odváděli daně šlechtě a církvi.
Šlechta musela odvádět daně a poplatky králi.
Král byl nejvyšší mocí ve státě a nebyl již dále nikomu odpovědný a tím se tvoří tzv. feudální pyramida – hierarchie:
- Král
- Šlechta
- Poddaní

Tento systém přetrvával po celá staletí a mezi jeho prvky patřilo nevolnictví zrušeno až 1781 patentem Josefa II. a roboty a poddanství, ty byly zrušeny 1848. Tento systém byl označován za brzdu pokroku a jeho odstranění vedlo k průmyslové revoluci.